# Cecilia Brugnini
Cecilia Brugnini (Montevideo, 8 de septiembre de 1943) es una artista plástica uruguaya.

## Biografía
Cecilia recibió su formación con los profesores Marta Grompone, Edgardo Ribeiro, Josep Collell y Duncan Quintela. Realizó estudios de arte en el Hornsey College of Arts and Crafts de Londres. Se dedicó al diseño, la fotografía, pintura, cerámica y tejido en telar.
La nave de la vida fue su obra más destacada, por su gran dimensión, en la cual representa ciento cuatro personajes sobre los vicios y virtudes de la condición humana por la cual obtuvo el Premio Figari en 1999. Es una de las pioneras del arte textil en Uruguay.
Representó al Uruguay con más de doscientas exposiciones en muchos países. Participó en la XI Bienal de San Pablo (1971) y en la 1.ª. Bienal del Tapiz de Lana en el Subte Municipal (1978).
Fue invitada por Stefano Poda a realizar accesorios para el vestuario de sus espectáculos. Participó en varias puestas en escena de ese Maestro entre ellas: Stabat Mater de Pergolesi (2001), Madama Butterfly de Puccini (2002), La Divina Comedia en 2005, Antigua, Guatemala, Réquiem de Fauré para el Festival de José Ignacio, Uruguay en 2001.
En 2012 realizó la muestra Operalia en el Auditorio Nacional Adela Reta sobre collares y pectorales realizados con materiales y objetos insólitos.
Ejerce la docencia de tapiz y diseño en su taller personal.
Algunas de sus obras se ubican en museos y colecciones privadas de América y Europa, así como también en Arabia Saudita e Israel.

## Exposiciones individuales
- 1966, Centro Uruguayo de Promoción Cultural.
- 1969-1970, Galería Moretti.
- 1971, Galería Karlen Gugelmeier.
- 1972, Galería del Notariado.
- 1976, 1979, 1982, 1983, 1987, Museo de Arte Americano de Maldonado.
- 1977, Instituto Italiano de Cultura, Montevideo.
- 1984, Centro de Exposiciones del Palacio Municipal.
- 1986, Galería Vezelay, Montevideo.
- 1990, Cantegril Country Club de Punta del Este.
- 1992, Museo Departamental de Treinta y Tres.
- 1999, Trench Gallery, Maldonado.

## Reconocimientos
- 1960, Primer Premio diseño de telas para cocina, Hornsey College of Art, Inglaterra.
- 1962, Tercer Premio, Concurso Nacional de Telas de Sudamtex, Uruguay.
- 1967, Segundo Premio, II Bienal Internacional de Artes Aplicadas de Punta del Este.
- 1967, Premio Adquisición, XXXI Salón Nacional de Artes Plásticas.
- 1975, Primer Premio y Medalla de Oro, Salón Nacional de Primavera Salto.[4]
- 1983, Medalla de Oro en fotografía, Salón de Primavera Salto.
- 1988, Segundo Premio, Bienarte II, Alianza Cultural Uruguay-Estados Unidos.
- 1990, Premio en Fotografía, Concurso Comunidades Europeas.
- 1994, Primer Premio en Tapicería, Bienal de Salto.
- 1999, Premio Figari.